# Baraeus tridentatus
Baraeus tridentatus är en skalbaggsart som först beskrevs av Johan Christian Fabricius 1801.
Baraeus tridentatus ingår i släktet Baraeus och familjen långhorningar. Artens utbredningsområde är Gabon, Nigeria och Togo. Inga underarter finns listadei Catalogue of Life.